# Ивањшевци об Шчавници
Ивањшевци об Шчавница (словен. Ivanjševci ob Ščavnici) је насељено место у општини Горња Радгона, Помурска регија, Словенија.

## Историја
До територијалне реорганизације у Словенији били су у саставу старе општине Горња Радгона.

## Становништво
У попису становништва из 2011. године, Ивањшевци об Шчавници су имали 85 становника.
| Број становника према пописима | Број становника према пописима | Број становника према пописима |
| ------------------------------ | ------------------------------ | ------------------------------ |
| 1991                           | 2002                           | 2011                           |
| 83                             | 76                             | 85                             |

Напомена: До 1955. исказивано под именом Ивањшевци.